# Protocolo 14 del Tratado de la Unión Europea
El Protocolo 14 del Tratado de la Unión Europea es la decimocuarta disposición de dicho tratado y atiende a la política social desarrollada desde su entrada en vigor.

## Análisis

### Introducción
El Tratado de la Unión Europea (TUE) es conocido también con el nombre de Tratado de Maastricht, puesto que fue firmado en dicha ciudad holandesa el día 7 de febrero de 1992, aunque su entrada en vigor no tuvo lugar hasta el 1 de noviembre de 1993.
Dicho Acuerdo ha sido adoptado por once Estados miembros, lo que se conoce como la “Europa de los once”, cuyos integrantes fueron: el Reino de Bélgica, el Reino de Dinamarca, la República Federal de Alemania, la República Helénica, el Reino de España, la República Francesa, Irlanda, la República Italiana, el Gran Ducado de Luxemburgo, el Reino de los Países Bajos y la República Portuguesa; con el fin de proseguir en la vía trazada por la Carta social de 1989.
El Reino Unido de Gran Bretaña e Irlanda del Norte no participó en las deliberaciones y en la adopción por el Consejo de las propuestas de la Comisión fundadas en este Protocolo.

### Contenido

#### Artículo 1
En este artículo podemos apreciar los principales objetivos de la Comunidad y los Estados miembros, que son:
-	El fomento del empleo.
-	La mejora de las condiciones de vida y de trabajo. 
En este apartado podemos mencionar la importancia que anteriormente tuvo la EUROFOUND (Fundación Europea para la Mejora de las Condiciones de Vida y de Trabajo), que fue una Fundación creada en 1975 y que ya había contribuido en la mejora de las condiciones de vida y de trabajo en Europa. 
-	Una protección social adecuada.
Podemos hacer referencia a los programas en favor de las personas discapacitadas, de edad avanzada, de los jóvenes, de las personas sin formación especializada… 
-	El diálogo social.
-	El desarrollo de los recursos humanos para conseguir un nivel de empleo elevado y duradero.
-	La lucha contra las exclusiones del mercado laboral.
El Parlamento Europeo ha solicitado que se apoye, mediante programas de acción, la integración de las personas excluidas socialmente por discriminación o pobreza y que la Comisión goce de las competencias necesarias para que ello pueda surtir efecto.

#### Artículo 2
Para poder llevar a cabo los objetivos del anterior artículo, la Comunidad regulará materias como:
-	La mejora del entorno de trabajo, protegiendo así la salud y la seguridad de los trabajadores.
Así se tratará de minimizar el elevado número de accidentes laborales y enfermedades derivadas de algunos puestos de trabajo (especialmente en los que haya cierto riesgo de peligrosidad).
-	Las condiciones de trabajo.
-	La información y la consulta de los trabajadores en asuntos importantes que afecten al funcionamiento de la empresa o a los trabajadores.
-	La igualdad de oportunidades en el mercado laboral y la igualdad en este ámbito entre hombres y mujeres.
Con este apartado lo que se pretende es la igualdad de trato, centrándose principalmente en lo referente al salario, al acceso en el empleo, a la formación profesional, a las condiciones de trabajo… independientemente de que se trate de una mujer o de un hombre.
-	La integración de las personas excluidas del mercado laboral.

También aparecen materias reguladas a propuesta de la Comisión y que son adoptadas por el Consejo por mayoría cualificada o por unanimidad:
-	Seguridad social y protección social de los trabajadores.
-	Protección de los trabajadores en el caso de que se produzca una rescisión del contrato laboral.
-	Representación y defensa colectiva de los intereses de los trabajadores y de los empresarios.
-	Condiciones de empleo de los nacionales de terceros países residentes legalmente en el territorio de la Comunidad.
-	Financiación en el fomento y creación de empleo.
Las disposiciones de este artículo no serán de aplicación a las remuneraciones,al derecho de asociación y sindicación, al derecho de huelga ni al derecho de cierre patronal.

#### Artículo 3
Este artículo hace referencia a la intervención de los interlocutores sociales, quienes tendrán un importante papel en la Comunidad. Para que esto sea posible, la Comisión tendrá como labor fomentar su consulta y adoptar todas las medidas necesarias para facilitar el diálogo.
Para ello, antes de adoptar una iniciativa o presentar nuevas propuestas a nivel social, la Comisión deberá consultar a los interlocutores sociales primero. Este diálogo se realiza a través de los principales organismos, que son: la Confederación Europea de Sindicatos (CES), la Unión de las Industrias de la Comunidad Europea (UNICE) y la Central Europea de la Economía Pública (UEO).
Si después de la consulta la Comisión decide legislar, tiene la obligación de consultar otra vez a los interlocutores, pero esta vez sobre el contenido. 
Los interlocutores sociales podrán informar a la Comisión acerca de la voluntad de iniciar el proceso previsto en el siguiente artículo, cuya duración podrá gozar de una extensión del periodo de negociación de nueve meses si hay una petición conjunta por parte de los interlocutores sociales.

#### Artículo 4
La importancia del diálogo entre los interlocutores sociales les permite, si lo desean, el establecimiento de relaciones convencionales en el ámbito comunitario.
La celebración de acuerdos comunitarios también está incluida y se realizará sobre la base de una decisión del Consejo adoptada a propuesta de la Comisión, ya se trate de procedimientos y prácticas propios de los interlocutores sociales y los Estados miembros o de la petición conjunta de las partes firmantes.

#### Artículo 5
La Comisión promoverá la colaboración entre los Estados miembros y facilitará la coordinación de sus acciones en los ámbitos de la política social para poder así alcanzar los objetivos de dicho Acuerdo.

#### Artículo 6
Este artículo se refiere a la aplicación del principio de igualdad en materia de retribución entre trabajadores y trabajadoras para un mismo puesto, por lo que no pueden existir diferencias por razón de sexo.
Se define retribución como “el salario o sueldo normal de base o mínimo, y cualesquiera otras gratificaciones satisfechas, directa o indirectamente, en dinero o en especie, por el empresario al trabajador en razón de la relación de trabajo”.
Además, el presente artículo autoriza a los Estados a adoptar medidas que establezcan ventajas concretas con el objetivo de facilitar a las mujeres el ejercicio de actividades profesionales o evitar o compensar algún impedimento en sus carreras profesionales. Esto lo podríamos denominar como una discriminación positiva hacia el sexo femenino.

#### Artículo 7
La Comisión elaborará un informe anual sobre la evolución de los objetivos del Tratado. Esta enviará dicho informe al Parlamento Europeo, al Consejo y al Comité Económico Social. A su vez, el Parlamento podrá invitar a la Comisión a que elabore informes sobre problemas específicos relativos a la situación social.